# فصل برداشت: درخت آسایش
فصل برداشت: درخت آسایش (به انگلیسی: Harvest Moon: Tree of Tranquility) و (به ژاپنی: 牧場物語 やすらぎの樹 Bokujō Monogatari: Yasuragi no Ki) که با نام Harvest Moon: Tree of Peace نیز شناخته می‌شود، یکی از بازی‌های در سبک شبیه‌سازی مزرعه است که توسط شرکت مارولوس اینتراکتیو و ناتسومه طراحی و ساخته شد. این بازی که در سری بازی‌های فصل برداشت قرار دارد، برای نخستین بار در ۷ ژوئن ۲۰۰۷ در ژاپن عرضه شد. این بازی، فقط برای کنسول نینتندو وی عرضه شده‌است. فصل برداشت: درخت آسایش، نخستین بازی از این سری بود که به شکل اختصاصی برای کنسول وی طراحی شد.